# Между (телесериал)
«Между» (англ. Between) — канадский фантастический телесериал режиссера Майкла Макгоуна. Премьера первого эпизода состоялась 21 мая 2015 года на CityTV. Распространением сериала за пределами Канады занималась американская компания Netflix. Всего было снято 2 сезона по 6 эпизодов.

## Сюжет
Действие сериала разворачивается в вымышленном городе Красное Озеро, где неизвестный вирус убивает всех жителей старше 21 года. Правительство вводит карантин и блокирует город. Молодым выжившим приходится самостоятельно организовывать общество, сталкиваясь с социальными и моральными проблемами, а также пытаясь выяснить причины эпидемии.